# Longitarsus hartmanni
Longitarsus hartmanni es una especie de insecto coleóptero de la familia Chrysomelidae. Fue descrita científicamente en 2004 por Medvedev.